# Andrena pannosa
Andrena pannosa är en biart som beskrevs av Morawitz 1876. Andrena pannosa ingår i släktet sandbin, och familjen grävbin. Inga underarter finns listade i Catalogue of Life.